# 董有光
董有光（1573年—1613年），字伯謙，江西饒州府德興縣人。

## 生平
万历三十一年江西乡试第十三名举人，三十五年（1607年）丁未科进士 ，由湘鄉知縣調歸善，勤於聽斷，發擿若神，諸如清冊籍，減丁銀，增倉儲，修橋梁，改學宫，事皆克辦，人祠祀之。擢南京刑部主事，卒。

## 家族
曾祖董鼎亨。祖父董應時，壽官。父董文卿。母王氏。具庆下。弟有恒、有孚（礼部儒士）、有仁、有容。